# Česneg
Česneg (mađ. Csesznek, njem. Zeßnegg) selo u Mađarskoj. Srednjovjekovna Česneška tvrđava jedna je od najstarijih u Mađarskoj. Podignuta je u 13. stoljeću. Grad je od 1263 u posjedu Česnegića, poslije Gorjanskih i Esterhazyja.